# Gustaaf Magnel

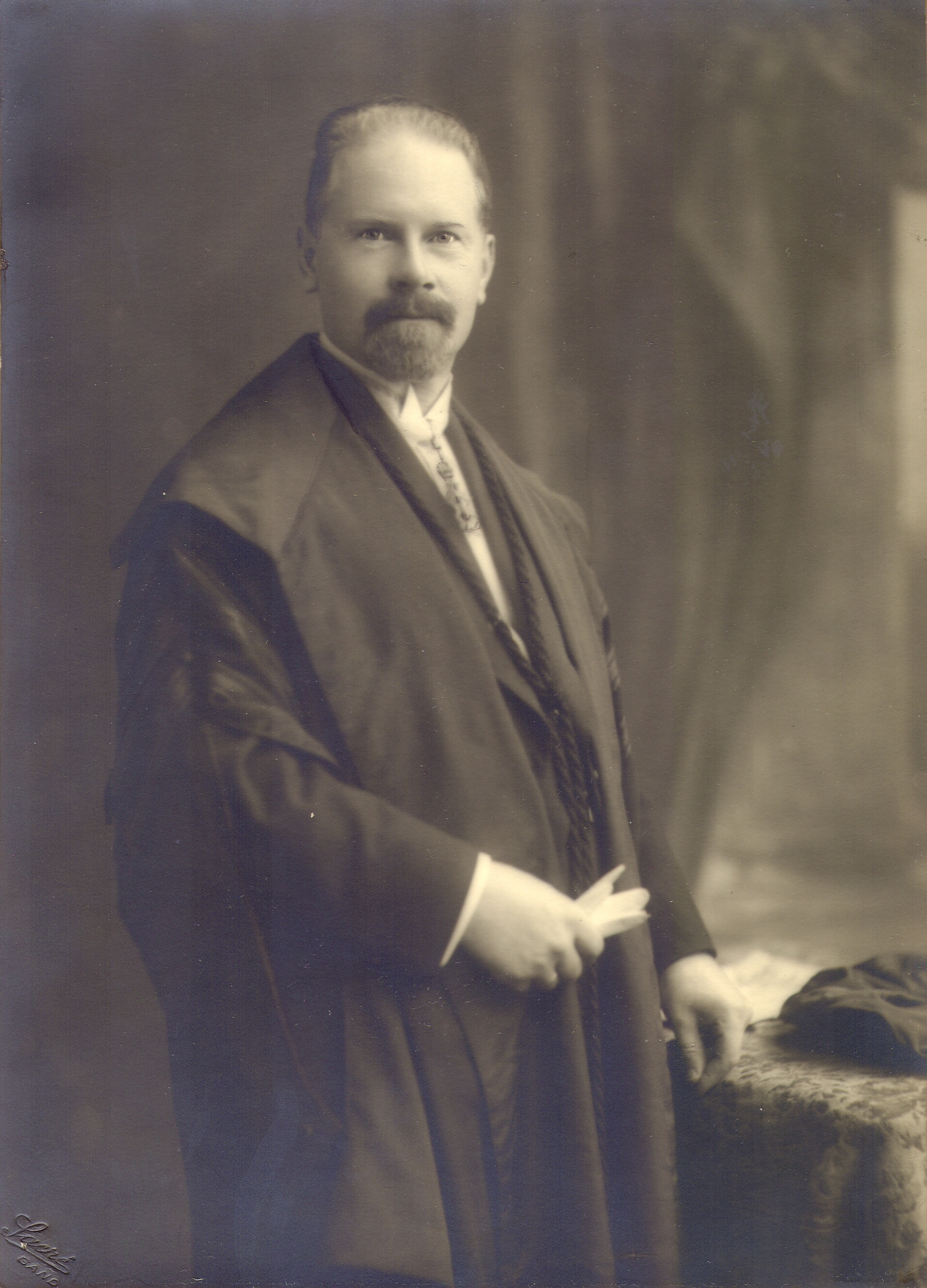
Gustaaf Magnel

Gustaaf Magnel (Essen (België), 15 september 1889 – Gent, 5 juli 1955) was een Belgisch ingenieur en hoogleraar aan de Rijksuniversiteit van Gent.

## Levensloop

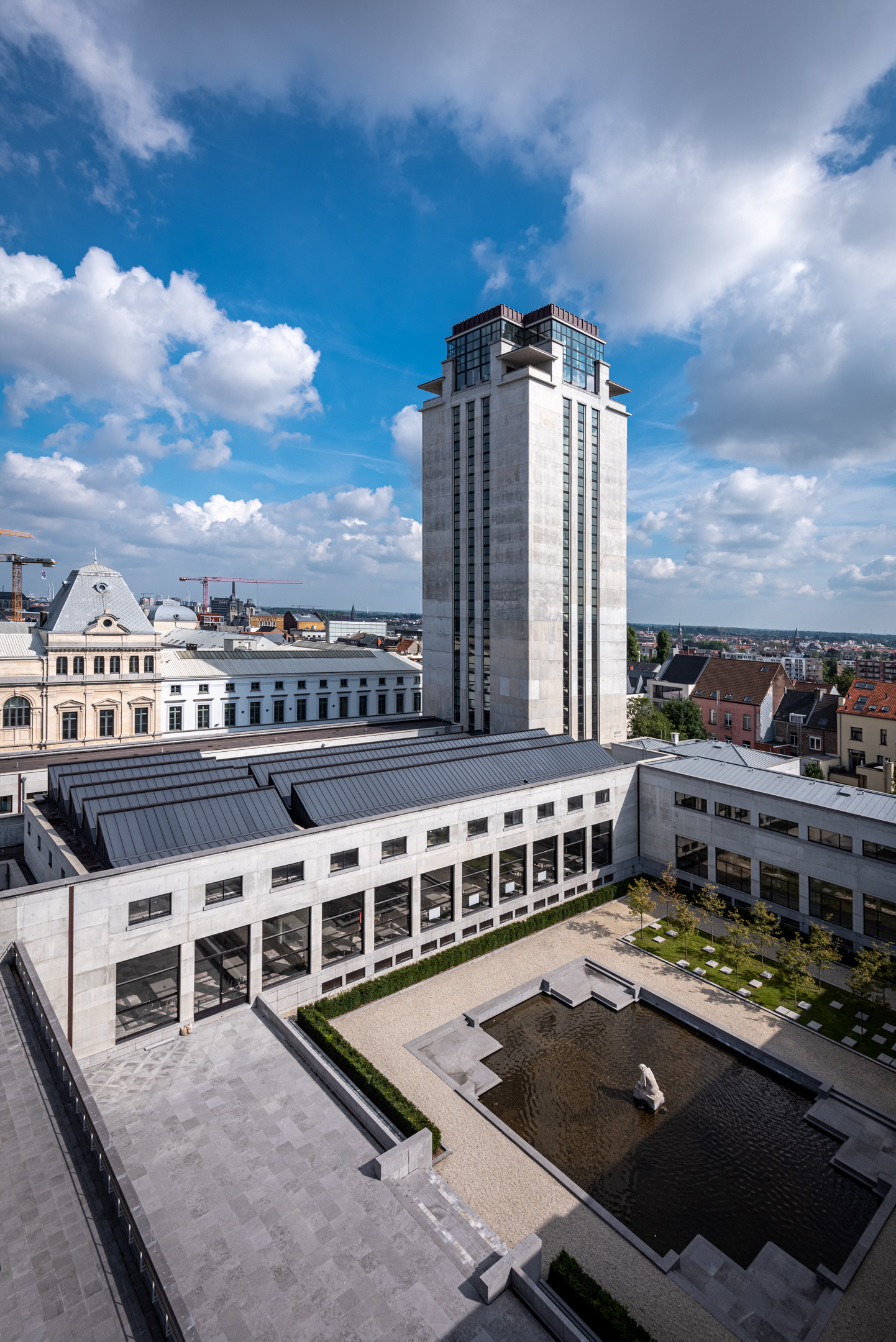
De Boekentoren waarvoor Magnel het beton berekende

Magnel behaalde in 1912 aan de Gentse universiteit het diploma van burgerlijk bouwkundig ingenieur en werd er assistent en vervolgens docent.
Hij geldt als pionier in het proefondervindelijk onderzoek van beton en betonmortels in België, en was een specialist in gewapend beton en voorgespannen beton.
Bij het uitbreken van de Eerste Wereldoorlog week hij uit naar Londen waar hij bij de D.G. Somerville & Co. Contractor Company werkte, eerst als ingenieur en vanaf 1917 als hoofdingenieur. Na de oorlog kwam hij terug naar Gent en werd in 1919 benoemd tot werkleider en kort nadien tot repetitor aan de Gentse universiteit.
In 1922 startte hij een vrije leergang Praktijk der berekening van gewapend beton.
In 1926 werd door hem het Laboratorium Magnel voor Betononderzoek opgericht om in te spelen op de dringende noodzaak van betononderzoek, dat in 1930 onderdeel werd van de UGent.
In 1927 werd hij aan de Gentse universiteit tot docent benoemd, in 1932 tot Buitengewoon hoogleraar en in 1934 tot Gewoon Hoogleraar.
In 1928 werd door de Franse ingenieur Eugène Freyssinet samen met Jean Scailles het patent van voorgespannen beton verkregen.
Magnel richtte in 1934 het controle-organisme SECO op om bouwkundige berekeningen te controleren.
In 1937 begon Magnel het voorgespannen beton verder proefondervindelijk te onderzoeken, wat uiteindelijk leidde tot het ontwikkelen van het systeem Blaton-Magnel voor voorgespannen beton.
Tijdens de Tweede Wereldoorlog moest Magnel van de bezetter betonnen balken maken voor verdedigingswerken. Magnel stelde de levering telkens uit onder allerhande voorwendsels. Na de bevrijding leverde hij de balken uit voorraad aan de geallieerden voor bruggen.

## Realisaties
Magnel ontwierp de Walnut Lane Memorial Bridge in Philadelphia, Pennsylvania, in 1951 de eerste grote brug met voorgespannen beton in de Verenigde Staten.
Voor de Gentse universiteit deed hij onder andere de betonstudie voor:
- de Boekentoren (ontworpen door zijn collega Henri Van de Velde)
- het Academisch Ziekenhuis (waarvan zijn collega Henri Van de Velde voorzitter van het college van Architecten was)
- het Technicumgebouw van de faculteit Ingenieurswetenschappen

## Erefuncties
Magnel was onder andere lid van:
- de Koninklijke Vlaamse Academie van België voor Wetenschappen en Kunsten
- de Koninklijke Vereniging van Ingenieurs en Industriëlen
- de American Concrete Institute
- de American Society of Civil Engineers
- het Institute of Structural Engineers.

Hij was ook voorzitter van de Rotary Club van Gent en in die hoedanigheid richtte hij in 1936 de vzw “De Vrienden van de Sint-Niklaaskerk te Gent” op, die deze kerk van de ondergang heeft gered door te ijveren voor de stabilisering en restauratie van het gebouw.
Na de Tweede Wereldoorlog engageerde hij zich eerst in de Union Démocratique Belge en vervolgens in de Liberale Partij. Bij de parlementsverkiezingen van 1954 was hij kandidaat maar werd niet verkozen. Een jaar later overleed hij. Hij werd begraven op de Gentse Westerbegraafplaats.

## Eerbetoon
Sinds 1959 wordt om de vijf jaar "de Gouden Medaille Gustave Magnel" uitgereikt aan de ontwerper(s) van een uitgevoerd en voltooid bouwwerk dat beschouwd kan worden als een belangrijke en merkwaardige toepassing van gewapend en/of voorgespannen beton.
De medaille werd ontworpen door de Gentse beeldhouwer Geo Verbanck.
- Bibliothèque nationale de France: cb10807065t (data)
- Gemeinsame Normdatei: 1083291742
- International Standard Name Identifier: 0000 0000 5851 3272
- Nationale Bibliotheek van Tsjechië: xx0091733
- Système universitaire de documentation: 073932264
- Virtual International Authority File: 85911612
- WorldCat: E39PBJB8rxcjDcJC9CkdM3xJjC